# Selina Steiger
Selina Steiger (* 19. November 1992) ist eine ehemalige Schweizer Unihockeyspielerin, welche beim Nationalliga-A-Verein UH Red Lions Frauenfeld unter Vertrag stand.

## Karriere
Während der Saison 2018/19 war Steiger mit einer Doppellizenz ausgestattet und absolvierte ebenso Partien für den UHC Waldkirch-St. Gallen. Nach Ablauf der Saison 2020/21 beendete Steiger ihre Karriere auf dem Grossfeld und schloss sich Floorball Thurgau an.